# Agribex

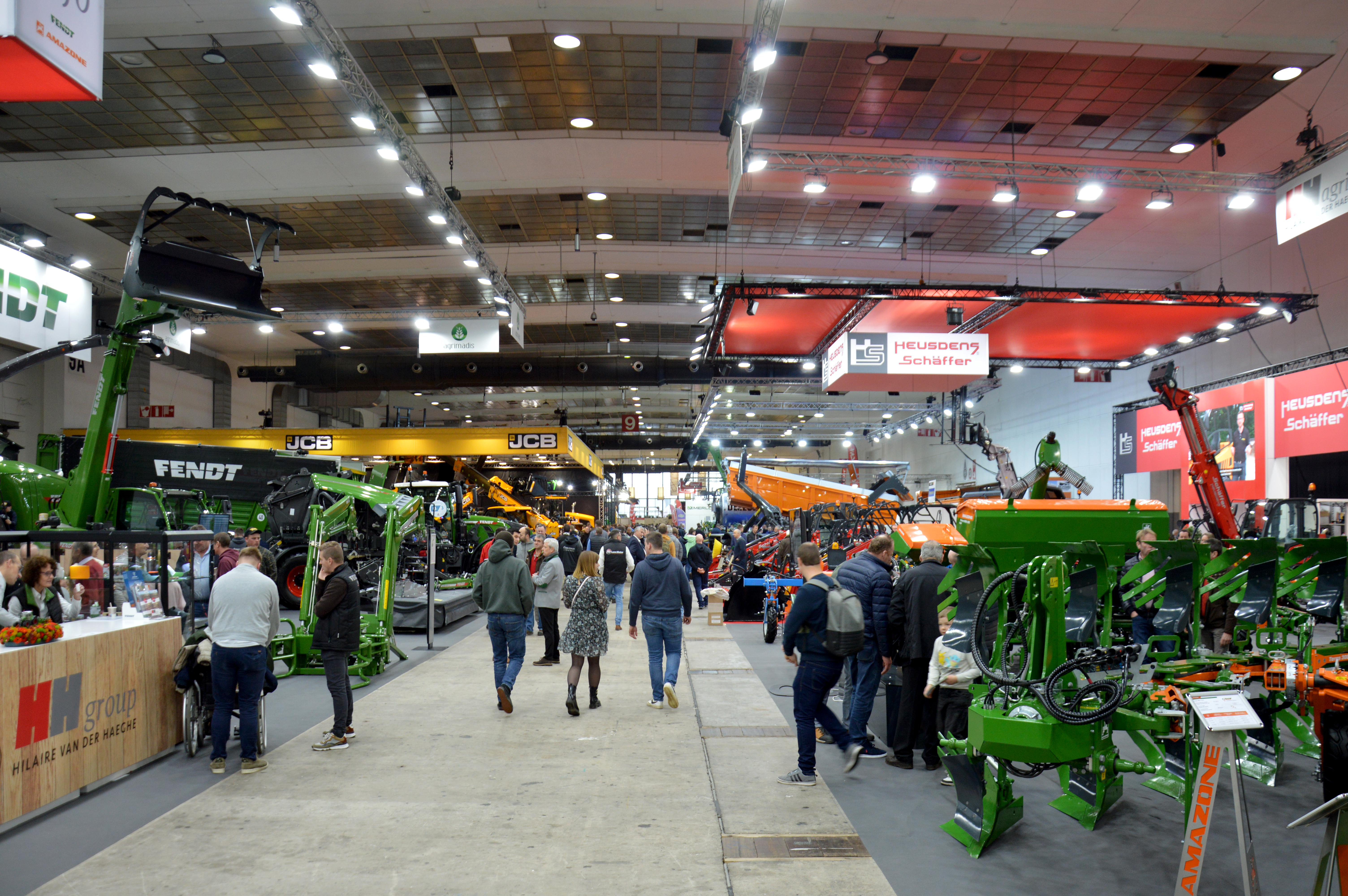
Fotografie der Messe Agribex im Jahr 2023.

Die Agribex (im Volksmund auch als Het landbouwsalon bezeichnet) ist eine belgische Landwirtschaftsmesse. Neben Ackerbau und Viehzucht werden auch Themen wie Grünanlagenpflege und Gartenbau behandelt. Sie wird alle zwei Jahre von der FEDAGRIM in der Brussels Expo veranstaltet.
Im Jahr 2011 wurde die 67. Agribex von 120.000 Menschen besucht.